# Pieter Cornelis Boutens

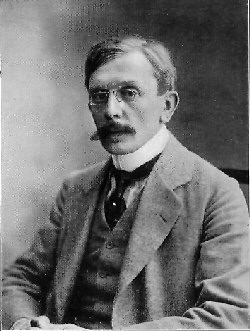
P.C. Boutens.

Pieter Cornelis Boutens, född 20 februari 1870, död 14 mars 1929, var en nederländsk lyriker.
Boutens poesi kännetecknas av klassisk enkelhet. Han utgav Verzen (1898), Stemmen (1907), Beatrijs (1908), Vergeten liedjes (1910) samt Carmina (1912).
År 1926 utkom tolkningsvolymen De sonnetten van Louise Labé, 24 sonetter av den franska renässanspoeten Louise Labé. 